# Aspidiotus saliceti
Aspidiotus saliceti är en insektsart som beskrevs av Bouché 1851. Aspidiotus saliceti ingår i släktet Aspidiotus och familjen pansarsköldlöss.
Artens utbredningsområde är Tyskland. Inga underarter finns listade i Catalogue of Life.